# Toi Toi Cup 2020-2021
Navigation
2019-2020 2021-2022
La Toi Toi Cup 2020-2021 a lieu du 26 septembre 2020 à Mladá Boleslav au 12 décembre 2020 à Kolín. Elle comprend sept manches qui font toutes partie du calendrier de la saison de cyclo-cross masculine 2020-2021.

## Barème
Les 30 premiers de chaque course marquent des points pour le classement général suivant le tableau suivant :
| Position           | 1er | 2e | 3e | 4e | 5e | 6e | 7e | 8e | 9e | 10e | 11e | 12e | 13e | 14e | 15e | 16e | 17e | 18e | 19e | 20e | 21e | 22e | 23e | 24e | 25e | 26e | 27e | 28e | 29e | 30e |
| Classement général | 30  | 29 | 28 | 27 | 26 | 25 | 24 | 23 | 22 | 21  | 20  | 19  | 18  | 17  | 16  | 15  | 14  | 13  | 12  | 11  | 10  | 9   | 8   | 7   | 6   | 5   | 4   | 3   | 2   | 1   |

## Calendrier
| # | Date         | Course         |
| - | ------------ | -------------- |
| 1 | 26 septembre | Mladá Boleslav |
| 2 | 27 septembre | Holé Vrchy     |
| 3 | 15 novembre  | Hlinsko        |
| 4 | 17 novembre  | Rýmařov        |
| 5 | 22 novembre  | Jičín          |
| 6 | 5 décembre   | Čáslav         |
| 7 | 12 décembre  | Kolín          |

## Hommes élites

### Résultats
| # | Date         | Lieu           | Vainqueur                                   | Deuxième                                    | Troisième                                   | Leader du classement général |
| - | ------------ | -------------- | ------------------------------------------- | ------------------------------------------- | ------------------------------------------- | ---------------------------- |
| 1 | 26 septembre | Mladá Boleslav | Michael Boroš                               | Lander Loockx                               | Mickaël Crispin                             | Michael Boroš                |
| 2 | 27 septembre | Holé Vrchy     | Lander Loockx                               | Michael Boroš                               | Antoine Benoist                             | Lander Loockx                |
| 3 | 15 novembre  | Hlinsko        | Annulé en raison de la pandémie de Covid-19 | Annulé en raison de la pandémie de Covid-19 | Annulé en raison de la pandémie de Covid-19 | Lander Loockx                |
| 4 | 17 novembre  | Rýmařov        | Michael Boroš                               | Jakub Říman                                 | Šimon Vaníček                               | Michael Boroš                |
| 5 | 22 novembre  | Jičín          | Jakob Dorigoni                              | Michael Boroš                               | Jakub Říman                                 | Michael Boroš                |
| 6 | 5 décembre   | Čáslav         | Annulé en raison de la pandémie de Covid-19 | Annulé en raison de la pandémie de Covid-19 | Annulé en raison de la pandémie de Covid-19 | Michael Boroš                |
| 7 | 12 décembre  | Kolín          | Marek Konwa                                 | Adam Ťoupalík                               | Ingmar Uytdewilligen                        | Michael Boroš                |

### Classement général
| Pos | Coureur            | Points |
| --- | ------------------ | ------ |
| 1   | Michael Boroš      | 245    |
| 2   | Gosse van der Meer | 217    |
| 3   | Jakub Říman        | 209    |
| 4   | Šimon Vaníček      | 199    |
| 5   | Ondrej Glajza      | 174    |
| 6   | Robert Hula        | 164    |
| 7   | Daniel Mayer       | 161    |
| 8   | Tomáš Bakus        | 155    |
| 9   | Jakub Kucera       | 149    |
| 10  | Frederik Hähnel    | 139    |

## Femmes élites

### Résultats
| # | Date         | Lieu           | Vainqueur                                   | Deuxième                                    | Troisième                                   | Leader du classement général |
| - | ------------ | -------------- | ------------------------------------------- | ------------------------------------------- | ------------------------------------------- | ---------------------------- |
| 1 | 26 septembre | Mladá Boleslav | Sara Casasola                               | Marion Norbert-Riberolle                    | Nadja Heigl                                 | Sara Casasola                |
| 2 | 27 septembre | Holé Vrchy     | Sara Casasola                               | Karla Štěpánová                             | Tereza Tvarůžková                           | Sara Casasola                |
| 3 | 15 novembre  | Hlinsko        | Annulé en raison de la pandémie de Covid-19 | Annulé en raison de la pandémie de Covid-19 | Annulé en raison de la pandémie de Covid-19 | Sara Casasola                |
| 4 | 17 novembre  | Rýmařov        | Blanka Kata Vas                             | Suzanne Verhoeven                           | Anaïs Morichon                              | Karla Štěpánová              |
| 5 | 22 novembre  | Jičín          | Joyce Vanderbeken                           | Anaïs Morichon                              | Karla Štěpánová                             | Karla Štěpánová              |
| 6 | 5 décembre   | Čáslav         | Annulé en raison de la pandémie de Covid-19 | Annulé en raison de la pandémie de Covid-19 | Annulé en raison de la pandémie de Covid-19 | Karla Štěpánová              |
| 7 | 12 décembre  | Kolín          | Pavla Havlíková                             | Karla Štěpánová                             | Tereza Vaníčková                            | Karla Štěpánová              |

### Classement général
| Pos | Coureuse              | Points |
| --- | --------------------- | ------ |
| 1   | Karla Štěpánová       | 237    |
| 2   | Tereza Vaníčková      | 215    |
| 3   | Tereza Švihálková     | 207    |
| 4   | Elizabeth Ungermanová | 205    |
| 5   | Pavla Havlíková       | 187    |
| 6   | Kateřina Mudříková    | 166    |
| 7   | Anaïs Morichon        | 144    |
| 8   | Joyce Vanderbeken     | 141    |
| 9   | Malgorzata Mazurek    | 114    |
| 10  | Michaela Navrkalová   | 107    |